# Christkindlmesse
Die Wünschelburger Christkindlmesse ist eine lateinische Pastoralmesse des deutschen Lehrers und Kirchenmusikers Ignaz Reimann (1820–1885). 

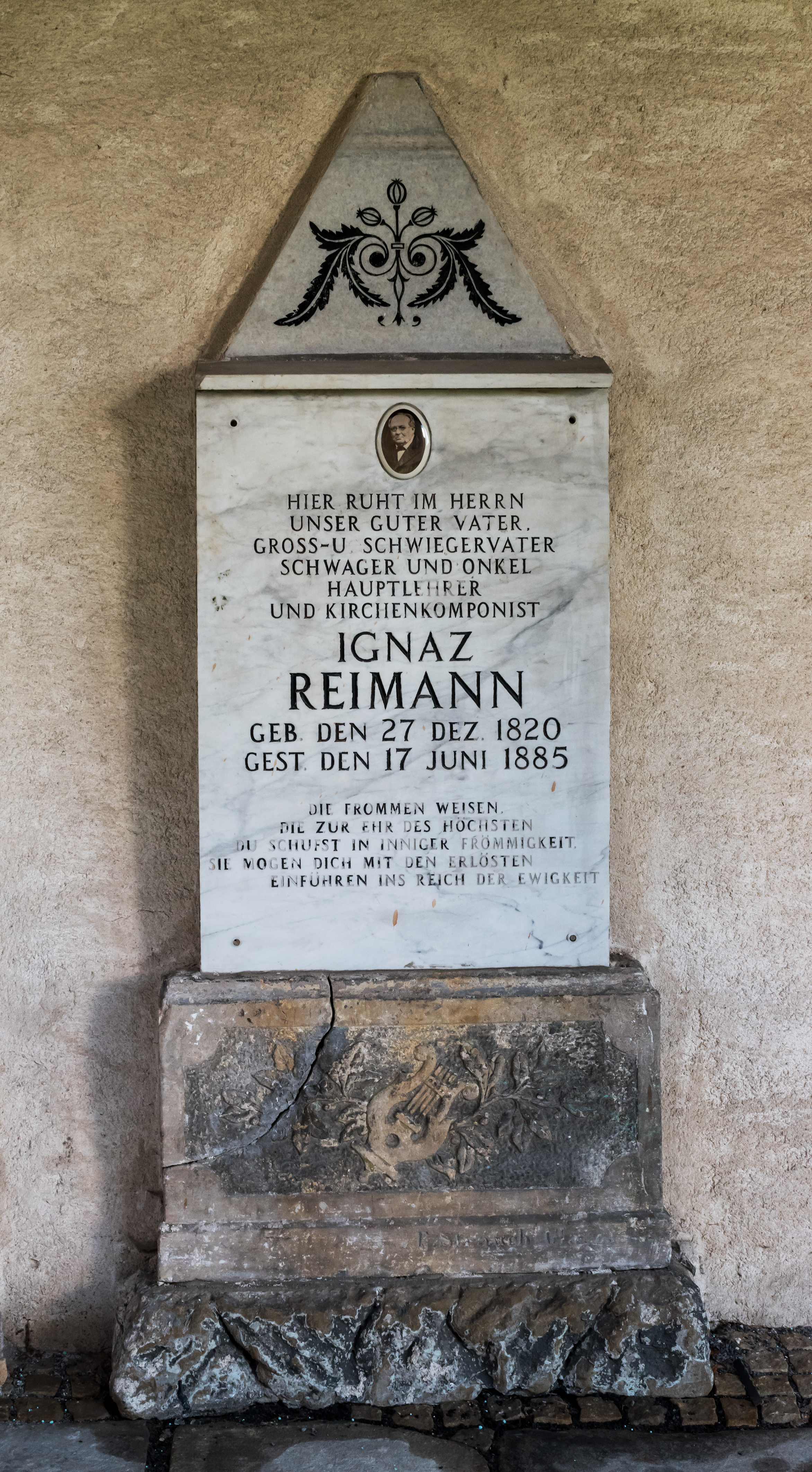
Grabinschrift Ignaz Reimann, Rengersdorf (Krosnowice)

## Einführung
Seine Pastoral-Messe in C-Dur, op. 110, ist ein Werk für Soli, Chor SATB, Orchester und Orgel, das seinen Ursprung in Schlesien hat und unter verschiedene Namen bekannt ist. An Chor und Instrumentalisten stellt das Werk keine allzu hohen Anforderungen, mit seiner eingehenden Melodik wird es in Deutschland auch heute noch insbesondere um die Weihnachtszeit häufig aufgeführt. Durch die Figuren der Hirten ist dieser Typus der Pastoralmesse besonders mit Weihnachten verbunden.
Die Messvertonung – sein wohl berühmtestes Werk –, die vermutlich in den 1870er Jahren erschien und schon bald nach ihrem Erscheinen im Verlag von A. Pietsch (in Ziegenhals – Głuchołazy) weite Verbreitung erlebte, erschien neuerdings erstmals in einer Urtextausgabe.
Der Komponist schrieb das Werk im niederschlesischen Rengersdorf (Krosnowice), einem kleinen Dorf in der Grafschaft Glatz. Die Pastoralmesse wurde zunächst in Wünschelburg (Radków) und später auch in anderen Orten der Grafschaft Glatz in der Christnacht aufgeführt. Klaus Ullmann merkte an, dass ihre heitere Religiosität in besonderem Maße der Grafschafter Landschaft und ihren Menschen entspräche.

Bis 1945 gehörte die Christkindlmesse in weiten Teilen Schlesiens fest zum Programm der Mitternachtsmesse an Heilig Abend:

„Die so genannte „Wünschelburger Weihnacht“ mit der beliebten „Christkindlmesse“ von Ignaz Reimann gehörte bis 1945 in weiten Teilen Schlesiens fest zum Programm der Mitternachtsmesse an Heilig Abend.“

## Satzfolge
Die Komposition besteht aus sechs den sechs Messeteilen:
1. Kyrie
2. Gloria
3. Credo
4. Sanctus
5. Benedictus
6. Agnus Dei

## Besetzung
Flöte; Klarinette I, II; Horn I, II; Trompete I, II; Tenorhorn; Bass-Posaune; Pauken; Violine I u. II; Viola; Violoncello; Kontrabass; Orgel.

## Einspielungen
- Schlesische Weihnachten – Die Christkindlmesse. Aus der Wünschelburger Christnacht. Rosemarie Niemann, Hildegard Jonen, Alfons Jonen, Karl-Josef Heppekausen, Kirchenchor und Streichorchester St. Bartholomäus, Peter Wieners, Helmut Zehnpfennig. Wünschelburger Edition im Vertrieb der EMI Electrola F 666 026, 1977;[5] mehrfach wiederveröffentlicht.[6]
- Ignaz Reimann: Pastoralmesse op. 110, Heinrich Fidelis Müller: Weihnachtsoratorium op. 5. Chorgemeinschaft St. Ludgerus, Daniela Stampa, Jens Krekeler, Mitglieder des Kourion-Orchesters, Gregor Oechtering. Indiewerk 355 69 91, 2004.[7]
- Ignaz Reimann:  Berühmte Pastoralmessen, Joseph Schnabel: Transeamus. Niederbayerischer Kammerchor, Philharmonisches Orchester Satu Mare, Bernhard Löffler. Angelus Records 1051002, 2005.[8]